# غريغوري كان
غريغوري كان (بالإنجليزية: Gregory Kane)‏ هو ناقد رأي ‏ وصحفي أمريكي، ولد في 1951 في بالتيمور في الولايات المتحدة، وتوفي في 18 فبراير 2014 بسبب سرطان.